# Igreja Católica em Maurício
A Igreja Católica em Maurício (ou na Maurícia) é parte da Igreja Católica universal, em comunhão com a liderança espiritual do Papa, em Roma, e da Santa Sé. Este é um país com grande variedade étnica e cultural, sendo o hinduísmo o maior grupo religioso, mas também incluindo cristãos, muçulmanos; e há registro de tensões entre os grupos, principalmente devido aos privilégios dados aos hindus pelo governo no setor público.

## História

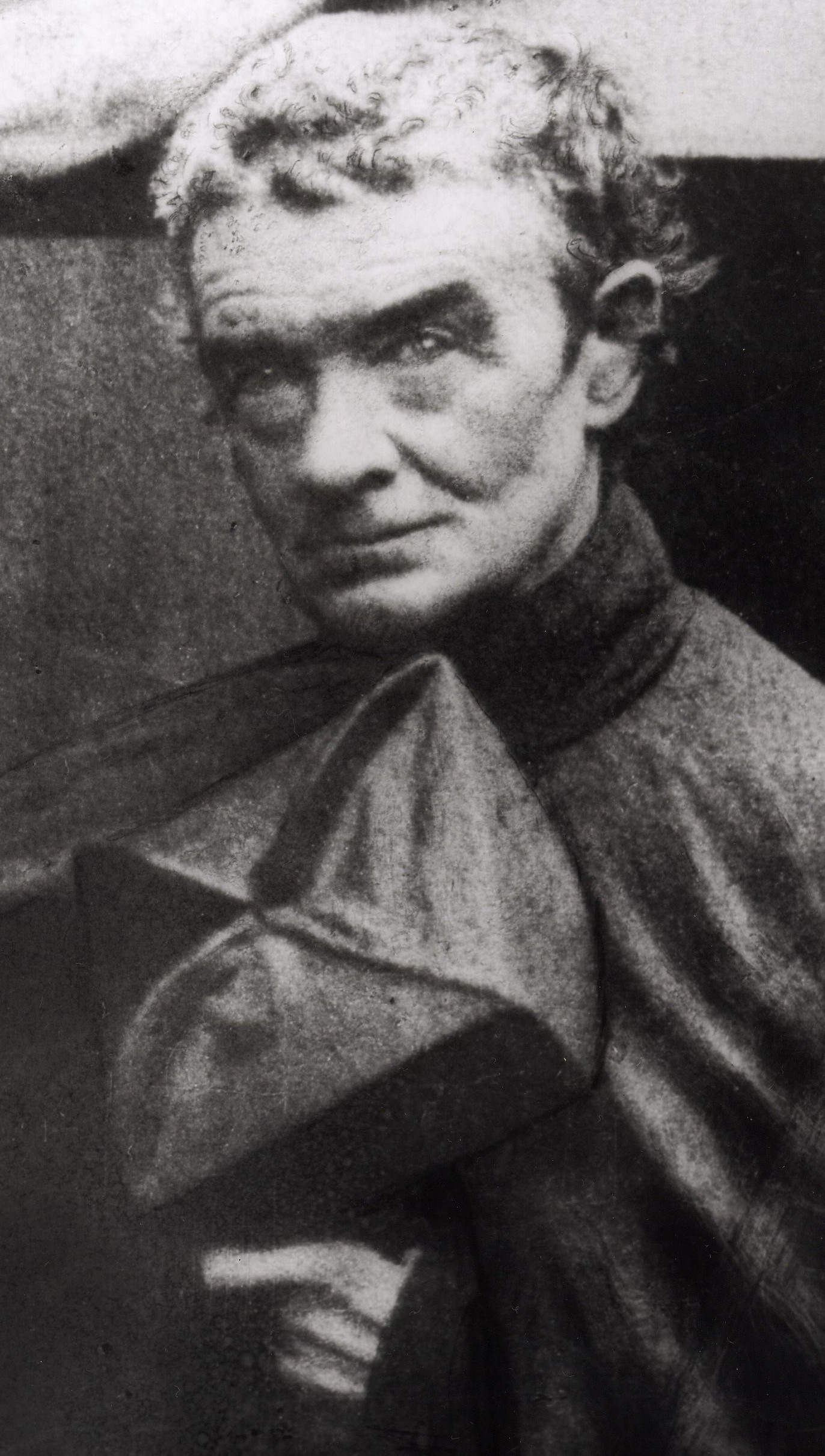
Beato Jacques-Désiré Laval.

Depois que a região passou para o controle francês em 1715, os vicentinos evangelizaram as tribos nativas que viviam em Maurício, entre  1722 e 1819. Na época, Port-Louis tornou-se a sede de um imenso vicariato confiado aos beneditinos que abrangia desde a Austrália, Madagascar e até a África do Sul até 1837, e também as Ilhas Seicheles e Santa Helena até 1852. O bispo William Bernard Allen Collier, o terceiro vigário apostólico, ficou conhecido por sua capacidade de organização. Ele foi o responsável pela chegada de Jacques Laval dos Padres do Espírito Santo, cujo trabalho entre os escravos alforriados lhe rendeu o título de "Pedro Claver dos tempos modernos". Port-Louis foi elevada a diocese em 1847, e quase todos os vigários apostólicos e bispos foram beneditinos até 1916, quando a diocese foi confiada aos espiritanos. Os missionários jesuítas trabalharam principalmente entre as tribos nativas e, após um aumento na imigração da Ásia e da Índia, os padres seculares chineses trabalharam entre seus próprios compatriotas. O Papa João Paulo II visitou Maurício em outubro de 1989.
A constituição de 1968, beneficiou financeiramente a Igreja com subsídios do governo em proporção aos seus membros e, como todas as outras religiões, foi concedida a isenção de impostos. Os subsídios do governo não são concedidos apenas à Igreja Católica, e também incluem o hinduísmo, muçulmanos, anglicanos, presbiterianos e adventistas do sétimo dia. Enquanto a vida católica permanecia ativa, haviam tensões entre a maioria hindu, os católicos e os muçulmanos, resultando em tumultos em fevereiro de 1999. Um conselho inter-religioso foi formado pelo governo mais tarde naquele ano, em um esforço para promover o entendimento entre grupos étnicos e religiosos. Muitos chineses, embora budistas, também sincretizam a fé católica, fruto da frequência às escolas católicas da ilha.

## Atualmente

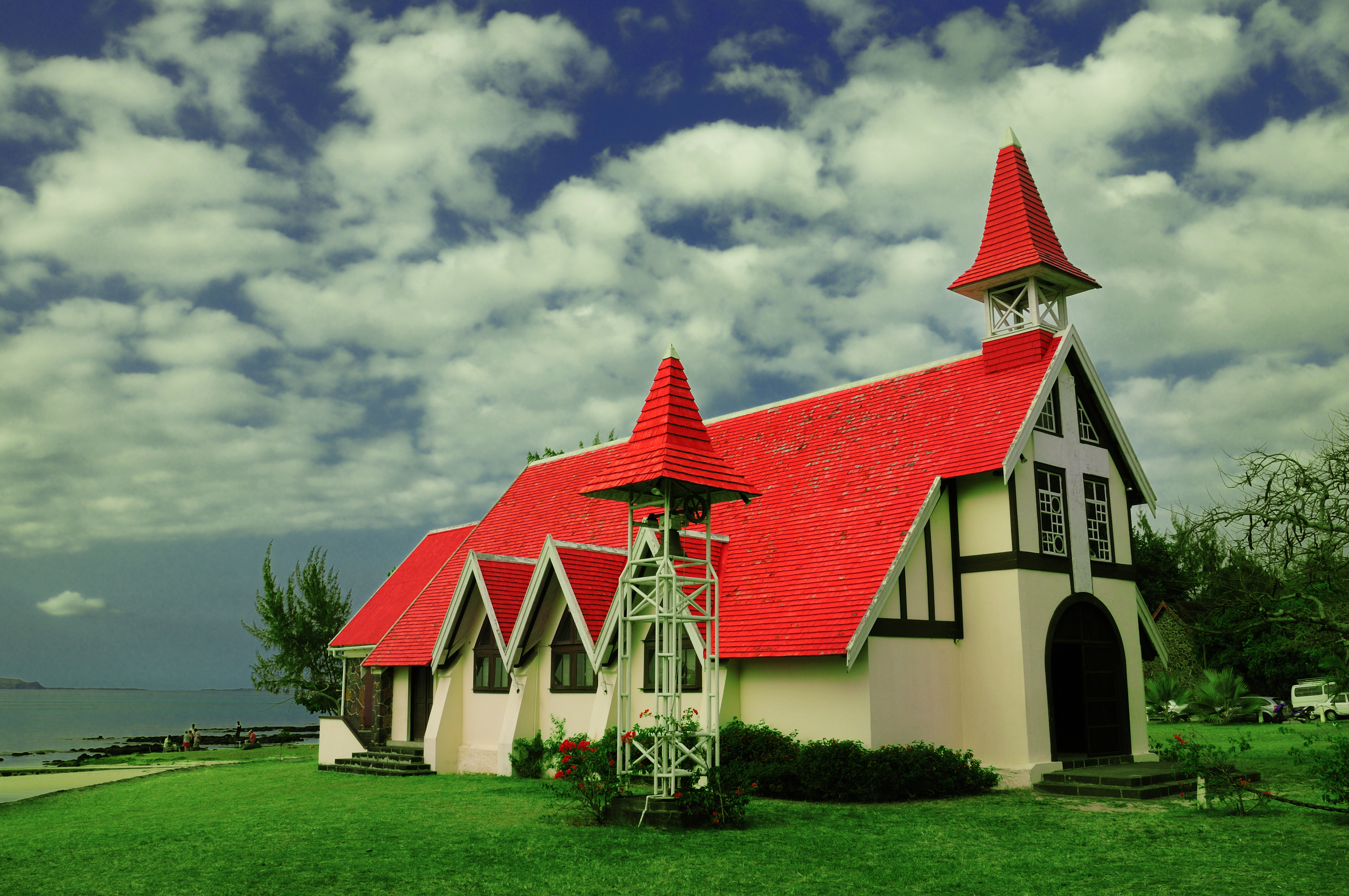
Igreja Nossa Senhora Auxiliadora, Cap Malheureux.

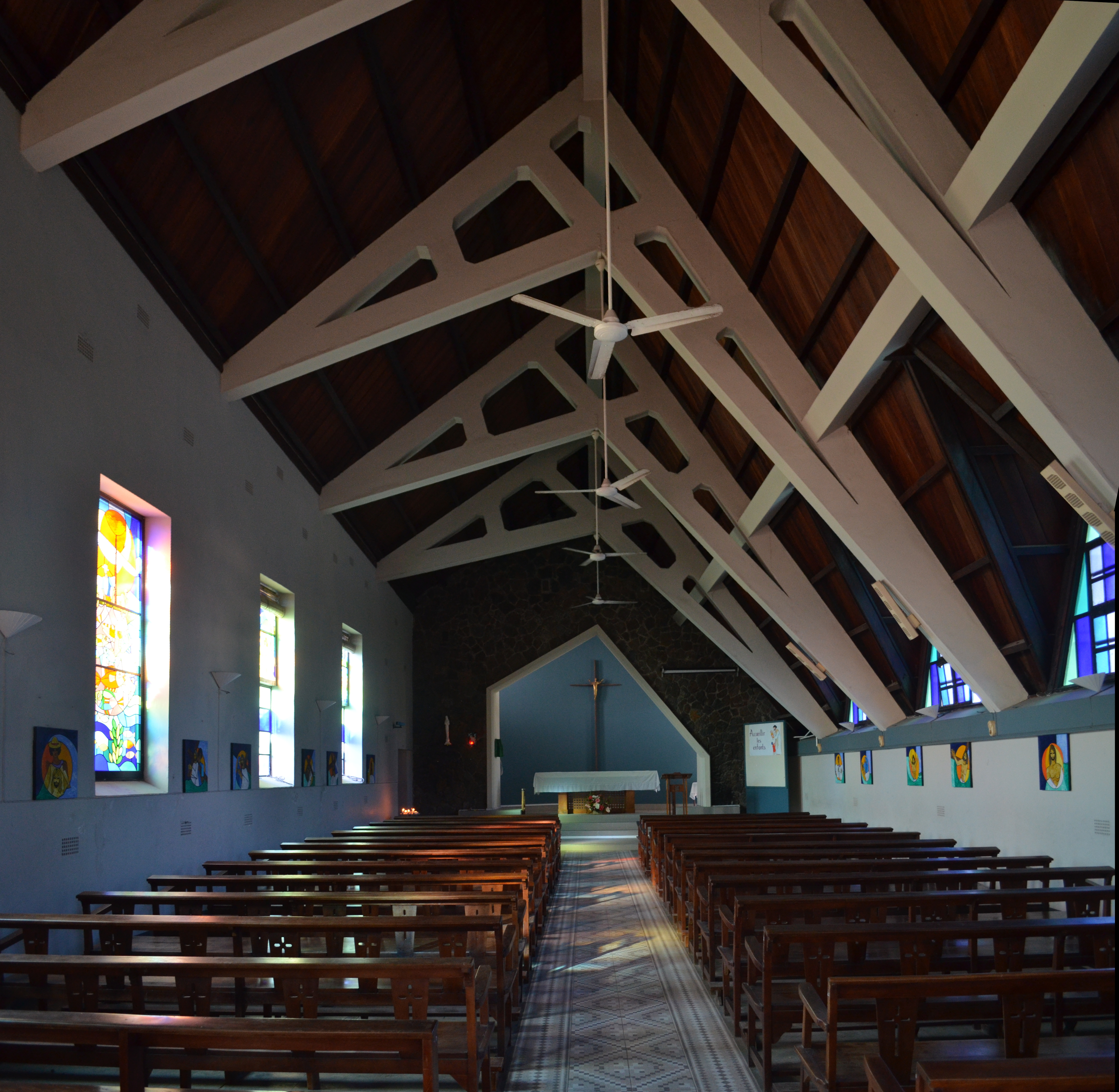
Igreja católica em Grand Baie.

Em 2000, havia 49 paróquias atendidas por 57 padres diocesanos e 30 religiosos. Mais de 25 irmãos e seis comunidades, totalizando mais de 270 irmãs — incluindo uma comunidade de origem nativa — que dirigiam as escolas católicas da região e atendiam a outras necessidades de serviço social. Durante a pandemia de COVID-19, as igrejas de todo país tiveram de ser fechadas, e as missas celebradas sem a presença do povo.

## Organização territorial
A Igreja Católica está presente no país com duas circunscrições, ambas listadas abaixo:
| Circunscrições eclesiásticas católicas de Maurício | Circunscrições eclesiásticas católicas de Maurício | Circunscrições eclesiásticas católicas de Maurício | Circunscrições eclesiásticas católicas de Maurício |
| Circunscrição                                      | Ano de ereção                                      | Catedral                                           | Ref.                                               |
| -------------------------------------------------- | -------------------------------------------------- | -------------------------------------------------- | -------------------------------------------------- |
| Diocese de Port Louis                              | 1837                                               | Catedral de São Luís                               | [ 11 ]                                             |
| Vicariato Apostólico de Rodrigues                  | 2002                                               | Catedral de São Gabriel                            | [ 12 ]                                             |

## Conferência Episcopal
O episcopado local é membro da Conferência Episcopal do Oceano Índico, que também agrupa os bispos de Comores, Reunião, Maiote e Seicheles, e foi criada em 1986.

## Nunciatura Apostólica
A Nunciatura Apostólica de Maurício foi instituída em 1970.

## Visitas papais
O país foi visitado pelo Papa São João Paulo II entre 14 e 16 de outubro de 1989, juntamente com a Coreia do Sul e a Indonésia.
| “ | Como muitos países hoje, Maurício tem sua parcela de dificuldades socioeconômicas, algumas das quais dependem do desenvolvimento industrial, e dificultam as aspirações do povo mauriciano de viver uma verdadeira fraternidade em profundidade. Espero que todos os mauricianos façam o possível para superar os obstáculos que se interpõem ao progresso autenticamente humano, tanto para ajudar os mais desfavorecidos quanto para reagir aos flagelos de nosso tempo, que questionam os valores morais e comprometem a dignidade de a pessoa, a equidade e a convivência. Por se situar na encruzilhada entre o Oriente e o Ocidente, a ilha Maurício tem a vocação de representar a síntese dos melhores valores do Oriente e do Ocidente, com o envolvimento das grandes religiões, cujos membros neste país têm relações cordiais entre si. Desejo que a vossa sociedade não hesite em rejeitar certos ídolos como o materialismo ou o hedonismo e, pelo contrário, preservar o seu apreço pela força moral que liberta e pacifica e continua a cultivar a tolerância, a paciência e a moderação. | ” |
|   | — Papa São João Paulo II em seu discurso de boas-vindas ao país no Aeroporto Internacional Sir Seewoosagur Ramgoolam, no dia 14 de outubro de 1989. |   |

O Papa Francisco também visitou Maurício nos dias 9 e 10 de setembro de 2019, juntamente com Moçambique e Madagascar. Cerca de 100.000 pessoas participaram da missa de encerramento da viagem em Port-Louis – cerca de 10% de toda a população das Ilhas. Além disso, a visita foi considerada uma abertura para o diálogo e intercâmbio entre as religiões.
| “ | Através do seu dinamismo missionário e do seu amor, o padre Laval deu à Igreja mauriciana uma nova juventude, um novo respiro, que hoje somos convidados a continuar no contexto atual. E devemos ter a peito este impulso missionário, pois pode acontecer que percamos o entusiasmo evangelizador, como Igreja de Cristo, caindo na tentação de nos refugiarmos em seguranças mundanas que acabam, pouco a pouco, por condicionar a missão tornando-a gravosa e incapaz de fascinar as pessoas. O impulso missionário tem um rosto jovem e capaz de fazer rejuvenescer. São precisamente os jovens que, pela sua vitalidade e dedicação, lhe podem dar a beleza e o frescor próprios da juventude, quando desafiam a comunidade cristã a renovar-se e nos convidam a partir para novos horizontes. | ” |
|   | — Papa Francisco em sua homilia na Santa Missa no Monumento a Maria, Rainha da Paz, Port-Louis, no dia 9 de setembro de 2019. |   |

## Santos

### Beatos
- Jacques-Désiré Laval, C.S.Sp.[19][20]